# Daniel Köllerer
Daniel Köllerer (* 17. August 1983 in Wels) ist ein ehemaliger österreichischer Tennisspieler und Reality-TV-Teilnehmer.

## Karriere
In seiner von 1998 bis 2001 andauernden Junioren-Laufbahn erreichte er 2001 Platz 23 im Einzel und Rang 24 im Doppel. Sein bestes Grand-Slam-Resultat bei den Junioren war zweimal das Achtelfinale im Einzel sowie 2001 das Halbfinale bei den US Open. Er gewann ein Einzel- sowie drei Doppeltitel niedrigerer Wertungen.
Köllerer wurde im Alter von 19 Jahren Profi. 2005 und 2007 wurde er Österreichischer Meister im Einzel. Anfangs spielte er vorwiegend Turniere der ATP Challenger Tour. Sein erster großer internationaler Erfolg war das Erreichen des Viertelfinales des Grand Prix St. Pölten im Jahre 2004. Im Doppelwettbewerb von Kitzbühel erreichte er 2008 das Halbfinale. Außerdem gewann er die Doppelbewerbe bei den Challenger-Turnieren von Tarragona, Karlsruhe, Genua und Cali. Im Jahr 2008 gewann er zwei Challenger-Turniere. Beim Turnier von Acapulco erreichte er 2009 als Qualifikant nach einem 1:6, 6:3 und 6:4-Sieg über den topgesetzten Argentinier David Nalbandian das Achtelfinale, wo er nach der Abwehr von zwei Matchbällen Alberto Martín in knapp drei Stunden mit 6:4, 5:7 und 7:6 (7:4) niederrang. Letztlich musste sich Köllerer dem Landsmann von Nalbandian, Martín Vassallo Argüello, in der Runde der letzten Acht mit 6:3, 7:6 (8:6) geschlagen geben. Beim Challenger von Rom schaffte er seinen ersten Saisonsieg. Nach diesem Erfolg erreichte er mit Position 85 in der Weltrangliste seine bis dahin beste Platzierung in der Weltrangliste. Bei seinem ersten Antreten in Wimbledon verlor er in der ersten Runde gegen Simone Bolelli trotz 2:0-Satzführung mit 7:6 (7:3), 6:2, 5:7, 4:6, 4:6. Beim schwedischen Sandplatzturnier in Båstad erreichte er die zweite Runde, wo er sich dem Spanier Fernando Verdasco nach einem vergebenen Matchball mit 7:6 (7:1), 2:6, 5:7 geschlagen geben musste. Im August wurde er aus dem Davis-Cup-Team ausgeladen, nachdem er beim Tennisturnier vom Umag im Doppelbewerb seine Teamkollegen Jürgen Melzer und Julian Knowle während des Spiels ständig provoziert hatte.
Bei den US Open 2009 überstand er zum ersten Mal die erste Runde bei einem Grand-Slam-Turnier und scheiterte in der dritten Runde gegen den späteren Gewinner Juan Martín del Potro in vier Sätzen.
Im März 2010 gab Köllerer sein Davis-Cup-Debüt gegen die Slowakei, verlor jedoch beide Einzelpartien. Ebenfalls im März kam er sowohl beim Indian Wells Masters als auch beim Miami Masters in die zweite Runde. Bei den French Open brach Köllerer nach dem 1:6, 2:6, 1:6 gegen Teimuras Gabaschwili in Tränen aus und sein Management sprach von einem Burn-Out. Nur eine Woche später, am 3. Juni 2010, wurde Köllerer während des Seitenwechsels des Bundesligaspiels zwischen TC Gleisdorf und dem UTC Strassburg nach einem Wortgefecht von seinem Gegenspieler Stefan Koubek gewürgt. Koubek wurde danach vom Schiedsrichter disqualifiziert. Zwei Wochen später beim Challengerturnier von Reggio nell’Emilia verlor Köllerer im Halbfinale gegen Federico Delbonis, er sorgte aber erneut für Aufregung, da er in der ersten Runde seinen Gegner Júlio Silva rassistisch beleidigt haben soll. Ende Juli 2010 wurde Daniel Köllerer beim Challenger-Turnier von Cordenons bei seinem Erstrundenmatch gegen Robin Haase disqualifiziert. Der Grund war, dass Köllerer während der Toilettenpause beim Satzwechsel Kontakt mit seinem Trainer Markus Egger hatte, was zu dem Zeitpunkt verboten war. Laut Köllerer hatte Egger jedoch nicht mehr als „Komm jetzt, weiter so“ gesagt. Im September 2010 brach Köllerer sein Erstrundenmatch beim Challengerturnier von Stettin gegen Pablo Cuevas im dritten Satz ab, nachdem sein Gegner ihn angeblich mit dem Tennisschläger am Knie verletzt hatte. Die Videoaufzeichnung gab darüber nicht genügend Aufschluss. Anfang November 2010 wurde Köllerer am Handgelenk operiert. Er gab sein Comeback im März 2011 beim Future-Turnier in Antalya, welches er ohne Satzverlust gewinnen konnte. Im April und Mai 2011 folgten zwei weitere Future-Titel in Italien und Tschechien. Es waren seine letzten Profititel.

## Bundesliga
Köllerer trat 2004 und 2005 für den TC Rot-Weiß Erfurt in der 2. Tennis-Bundesliga an. Nach dem Aufstieg des TC Piding spielte er dort in der Saison 2006 in der 1. Bundesliga. 2009 war er Spitzenspieler beim TV von 1926 Osterath in der zweiten Liga, bevor er dann 2010 beim Rochusclub Düsseldorf in der 1. Bundesliga antrat.

## Spielweise
Köllerer war auf der Tour als verbissener Kämpfer bis zum letzten Punkt bekannt. Er galt als Spezialist für Sandplätze. Ende 2006 ging er mit dem bis dahin längsten Dreisatz-Match in Asunción, Paraguay, als Gewinner der 4:34 Stunden andauernden Partie gegen den Argentinier Martín Vassallo Argüello ins Guinness-Buch der Rekorde ein.

## Kontroversen und lebenslange Sperre
Wegen seines Temperaments hatte Köllerer den Spitznamen „Crazy Dani“. Am 1. Oktober 2004 wurde er zum ersten Mal von der ATP gesperrt. Es folgten einige weitere Sperren und Disqualifizierungen.
Am 31. Mai 2011 gab das Professional Tennis Integrity Office bekannt, dass Daniel Köllerer nach fast zwei Jahre andauernden Untersuchungen aufgrund von Spielmanipulationen in drei Fällen lebenslang gesperrt wurde. Zudem wurde er zu einer Strafe von 100.000 US-Dollar verurteilt. Am 23. März 2012, in der Berufungsverhandlung, wurde die Sperre durch den Internationalen Sportgerichtshof bestätigt, lediglich die Geldstrafe wurde erlassen.
2024 versuchte Köllerer erneut ohne Erfolg, gegen seine Sperre vorzugehen.

## Erfolge
| Legende (Anzahl der Siege)                     |
| Grand Slam                                     |
| ATP World Tour Finals                          |
| ATP Masters Series ATP World Tour Masters 1000 |
| International Series Gold ATP World Tour 500   |
| International Series ATP World Tour 250        |
| ATP Challenger Tour (12)                       |

### Einzel

#### Turniersiege
| Nr. | Datum              | Turnier   | Belag | Finalgegner         | Ergebnis      |
| --- | ------------------ | --------- | ----- | ------------------- | ------------- |
| 1.  | 11. August 2003    | Samarqand | Sand  | Andrei Stoljarow    | 6:2, 6:2      |
| 2.  | 12. September 2005 | Kiew      | Sand  | Lukáš Dlouhý        | 6:0, 3:6, 7:5 |
| 3.  | 8. Juni 2008       | Fürth     | Sand  | Santiago Giraldo    | 6:1, 6:3      |
| 4.  | 2. November 2008   | Cali      | Sand  | Paul Capdeville     | 6:4, 6:3      |
| 5.  | 26. April 2009     | Rom       | Sand  | Andreas Vinciguerra | 6:3, 6:3      |
| 6.  | 23. August 2009    | Trani     | Sand  | Filippo Volandri    | 6:3, 7:5      |

### Doppel

#### Turniersiege
| Nr. | Datum              | Turnier           | Belag     | Partner         | Finalgegner                        | Ergebnis          |
| --- | ------------------ | ----------------- | --------- | --------------- | ---------------------------------- | ----------------- |
| 1.  | 22. September 2003 | Teheran           | Sand      | Philipp Müllner | Ivo Klec Josef Neštický            | kampflos          |
| 2.  | 21. Oktober 2005   | Santiago de Chile | Sand      | Oliver Marach   | Lucas Arnold Ker Giovanni Lapentti | 6:4, 6:3          |
| 3.  | 1. Juni 2008       | Karlsruhe         | Sand      | Frank Moser     | Jun Woong-sun Joseph Sirianni      | 6:2, 7:5          |
| 4.  | 24. August 2008    | Genf              | Sand      | Frank Moser     | Rameez Junaid Philipp Marx         | 7:65, 3:6, [10:8] |
| 5.  | 4. Oktober 2008    | Tarragona         | Sand      | Dušan Karol     | Marc Fornell Mestres Marc López    | 6:2, 6:2          |
| 6.  | 2. November 2008   | Cali              | Hartplatz | Boris Pašanski  | Diego Junqueira Peter Luczak       | 6:74, 6:4, [10:4] |

## Fernsehauftritte
Im August 2015 nahm Köllerer beim Sat.1-Reality-Format Promi Big Brother teil und wurde als erster Teilnehmer aus dem Haus gewählt.
Im Oktober 2016 nahm er an der dritten Staffel der RTL-Reality-Show Adam sucht Eva teil. 2022 folgte die Teilnahme an der ProSieben-Reality-Show Das große Promi-Büßen. Er erreichte das Finale und gewann die Show zusammen mit Carina Spack und Daniele Negroni.
Im Jahr 2023 war er als Kandidat der ATV Promi-Reality-TV-Show Forsthaus Rampensau zu sehen.